# Fairhope (Alabama)
Fairhope – miasto w Stanach Zjednoczonych, w stanie Alabama, w hrabstwie Baldwin. Według danych na rok 2020 miejscowość zamieszkiwało 22 477 osób, a gęstość zaludnienia wyniosła 597,15 os./km². Razem z miastami Daphne i Foley tworzy obszar metropolitalny, który mierzy 1589,8 km², a na jego terenie mieszka 239,3 tys. mieszkańców. Fairhope jest najszybciej rozwijającym się miastem w stanie pod względem ludności.

## Geografia
Fairhope ma łączną powierzchnię 37,64 km², w tym 37,49 km² stanowi ląd, a 0,15 km² stanowią wody. Miasto jest położone 37 m n.p.m.. Znajduje się 10 km na południe od Daphne oraz 16 km od Spanish Fort.

### Klimat
Średnia temperatura wynosi +19 °C. Najcieplejszym miesiącem jest lipiec (+27 °C), a najzimniejszym miesiącem jest styczeń (+10 °C). Średnie opady wynoszą 1760 mm rocznie. Najbardziej wilgotnym miesiącem jest lipiec (229 mm opadów), a najbardziej suchym miesiącem jest październik (111 mm).
| Miesiąc                              | Sty  | Lut  | Mar  | Kwi  | Maj  | Cze  | Lip  | Sie  | Wrz  | Paź  | Lis  | Gru  | Roczna |
| ------------------------------------ | ---- | ---- | ---- | ---- | ---- | ---- | ---- | ---- | ---- | ---- | ---- | ---- | ------ |
| Rekordy maksymalnej temperatury [°C] | 29   | 31   | 31   | 36   | 37   | 39   | 41   | 39   | 41   | 36   | 34   | 32   | 41     |
| Średnie temperatury w dzień [°C]     | 16,6 | 18,6 | 22,1 | 25,5 | 29,4 | 31,9 | 32,8 | 32,8 | 31,2 | 26,9 | 21,7 | 17,9 | 25,6   |
| Średnie dobowe temperatury [°C]      | 9,6  | 11,4 | 14,9 | 18,3 | 22,6 | 25,8 | 26,8 | 26,7 | 24,7 | 19,7 | 14,2 | 10,9 | 18,8   |
| Średnie temperatury w nocy [°C]      | 2,6  | 4,3  | 7,7  | 11,1 | 15,7 | 19,7 | 20,9 | 20,6 | 18,2 | 12,4 | 6,8  | 3,9  | 12     |
| Rekordy minimalnej temperatury [°C]  | -15  | -12  | -7   | -2   | -2   | 11   | 14   | 16   | 5    | 0    | -6   | -13  | −15    |
| Opady [mm]                           | 139  | 118  | 129  | 140  | 125  | 172  | 229  | 182  | 168  | 111  | 116  | 131  | 1760   |
| Średnia liczba dni z opadami         | 10,9 | 9,6  | 9    | 7,5  | 8,1  | 12,6 | 14,4 | 15   | 10,9 | 7,1  | 7,7  | 10,5 | 123,3  |
| Źródło: NOAA                         |      |      |      |      |      |      |      |      |      |      |      |      |        |

## Demografia

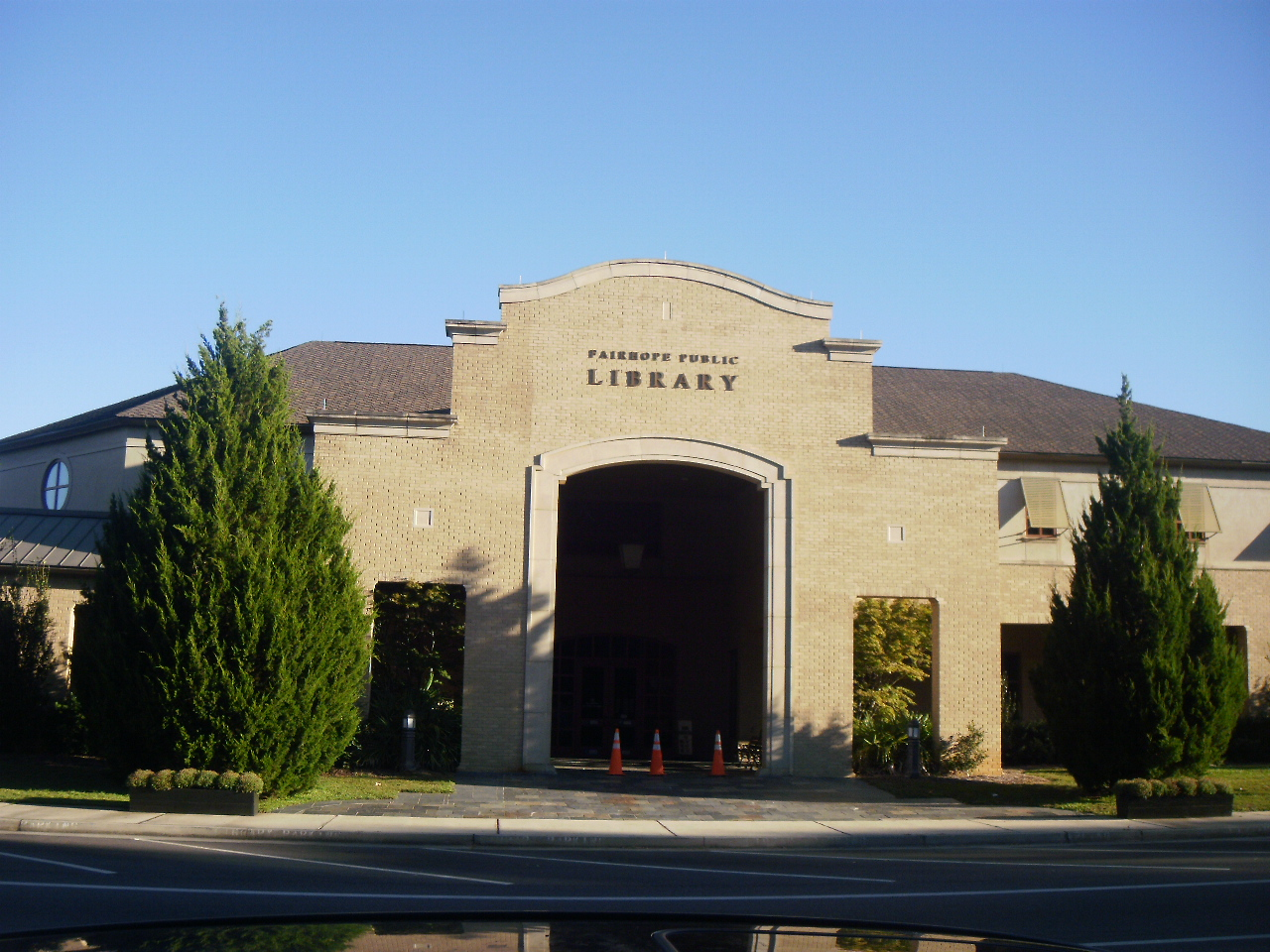
Biblioteka publiczna w Fairhope

### Spis powszechny z 2010 roku
W 2010 roku Fairhope zamieszkiwało 15 326 osób, a gęstość zaludnienia wyniosła 407,17 os./km². Miasto liczyło wówczas 6732 gospodarstwa domowe, w których mieszkało 4395 rodzin. Większość mieszkańców (91,1%) stanowili biali, natomiast 6,2% mieszkańców stanowili przedstawiciele rasy czarnej. Pozostałe 2,7% mieszkańców stanowili Azjaci (0,7%), Latynosi (1,8%), przedstawiciele rdzennej ludności (0,2%).

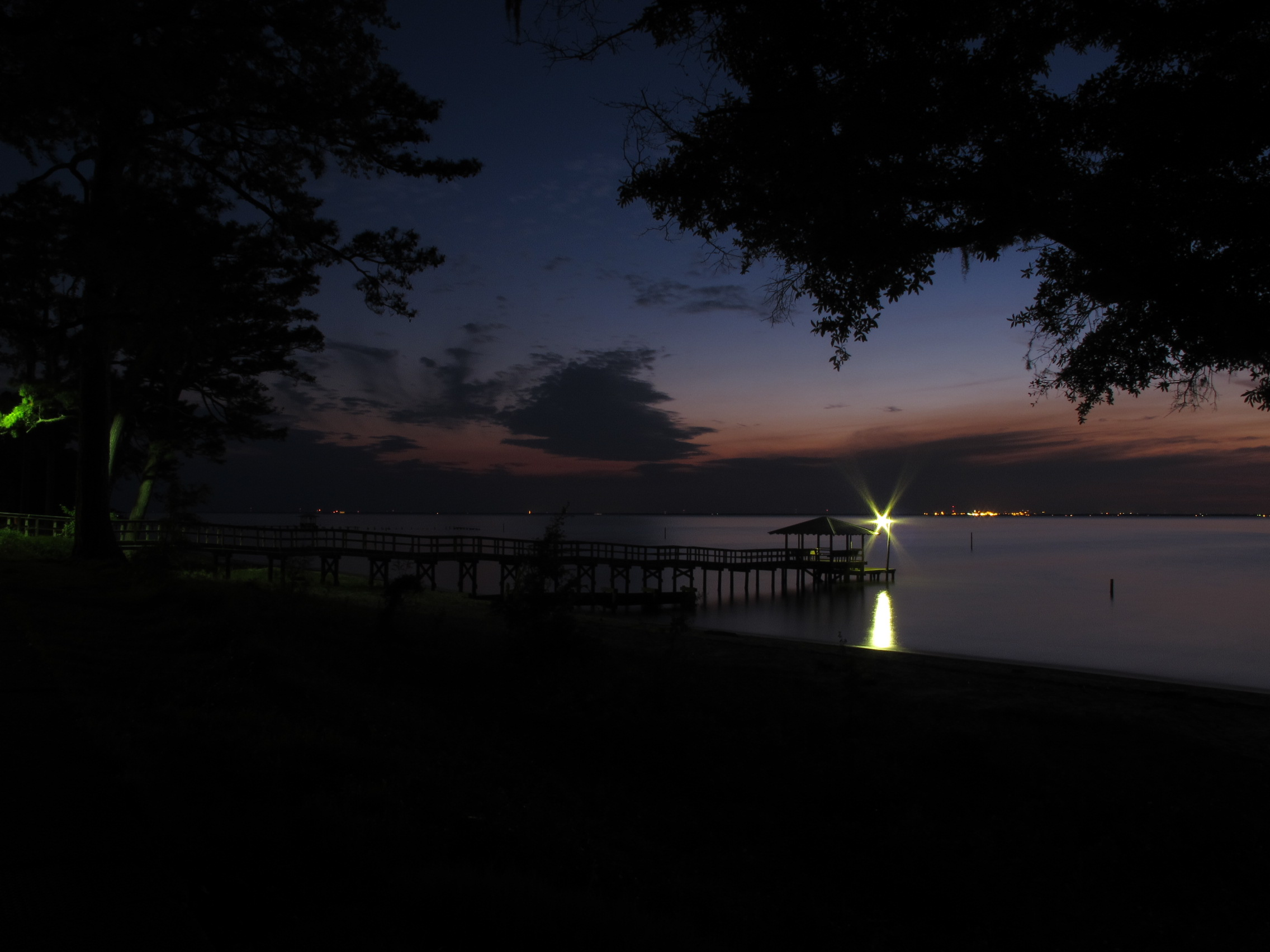
Zachód słońca na plaży w Fairhope

### Spis powszechny z 2020 roku
Według danych na rok 2020 Fairhope liczyło 10 197 gospodarstw domowych, w których mieszkało 8119 rodzin. Większość mieszkańców (86,5%) stanowili biali, natomiast 4,8% mieszkańców stanowili przedstawiciele rasy czarnej. Pozostałe 8,7% mieszkańców stanowili Azjaci (0,9%), Latynosi (3,8%), przedstawiciele rdzennej ludności (0,2%) oraz 3,8% pozostałe rasy człowieka. Średni wiek wszystkich mieszkańców wynosi 43 lata, natomiast 23% wszystkich mieszkańców (5170 osób) stanowią osoby powyżej 65 roku życia.
Historyczna populacja:
| Rok        | 1910 | 1920   | 1930   | 1940   | 1950   | 1960   | 1970   | 1980   | 1990   | 2000   | 2010   | 2020   |
| ---------- | ---- | ------ | ------ | ------ | ------ | ------ | ------ | ------ | ------ | ------ | ------ | ------ |
| Ludność    | 590  | 853    | 1549   | 1845   | 3354   | 4858   | 5720   | 7286   | 8485   | 12 480 | 15 326 | 22 477 |
| Zmiana w % |      | +44,6% | +81,6% | +19,1% | +81,8% | +44,8% | +17,7% | +27,4% | +16,5% | +47,1% | +22,8% | +46,7% |